# جراد الصحراء
جراد الصحراء أو الجراد الرحال (الاسم العلمي Schistocerca gregaria)، نوع من الجراد المتوسط القد موطنه صحاري الجزيرة العربية والسودان وإثيوبيا وشمال أفريقيا وآسيا. تمر الحشرة في مختلف أدوارها الحياتية بعدة ألوان من الأخضر العابق الموشم بالأسمر إلى الأخضر الأصفر فالرمادي الأصهب. أما جوشنها مزركش. يتميز هذا الجراد بعدم خاصية التجمع الكثيف، ورعيله عند الرحيل يتألف من أسراب مبعثرة قليلة العدد.

## وصف
يتكون جنس جراد الصحراء من أكثر من 30 نوعًا، موزعة في أفريقيا وآسيا وأمريكا الشمالية والجنوبية، ويصعب تحديد العديد من الأنواع بسبب وجود أشكال متغيرة. إنه الجنس الوحيد داخل Cyrtacanthacridinae الذي يحدث في كل من العالم الجديد والقديم. معظم الأنواع لديها fastigium مشوهة وتفتقر إلى carinae الجانبي على النطق. الظنبوب الخلفية لها هوامش ناعمة مع العديد من الأشواك ، ولكن ليس لها عمود فقري على الهامش الخارجي. الجزء الترسيلي الثاني هو نصف طول الجزء الأول. الذكور في الجنس لديهم سيرسي شرجي واسع وصفيحة تحتية منقسمة. يُعتقد أن الجنس نشأ في إفريقيا ثم انتشر في العالم الجديد بعد حدث تفريق وقع منذ 6 إلى 7 ملايين سنة.

## 2020
منذ يناير 2020، نزح عدد كبير جدًا من الجراد الصحراوي إلى كينيا وإثيوبيا والصومال وجنوب السودان. مما يمثل مشكلة مجاعة خطيرة في شرق إفريقيا خاصة في دولتي أوغندا وكينيا.